# Vyacheslav Chukanov
Vyacheslav Chukanov (Moscou, 24 de abril de 1952) é um ex-ginete soviético especialista em saltos, campeão olímpico. 

## Carreira
Vyacheslav Chukanov representou seu país nos Jogos Olímpicos de Verão de 1980, na qual conquistou a medalha de ouro nos saltos por equipes em 1980.